# يوفان سفييتش
يوفان سفييتش (بالسيريلية الصربية: Јован Цвијић، 12 أكتوبر 1865 - 16 يناير 1927) هو جغرافي وعالم في الأعراق البشرية صربي، ورئيس الأكاديمية الملكية الصربية للعلوم وعميد جامعة بلغراد. يعتبر سفييتش مؤسس الجغرافيا في صربيا. وبدأ حياته العلمية كجغرافي وجيولوجي، وتابع نشاطه كعالم جغرافيا بشرية وعالم اجتماع.

## النشأة وعائلته
ولد سفييتش في 11 أكتوبر [بالتقويم القديم: 29 سبتمبر] عام 1865 في لوزنيسا في أقصى غرب إمارة صربيا. وكانت عائلته جزءًا من فرع سباسويفيتش من قبيلة بيفا (بيفلياني) في الهرسك القديمة (الجبل الأسود حاليًا). كان تودور، والد سفييتش، يعمل تاجرًا. وجده، سيفكو، كان زعيم لوزنيسا وداعمًا لأسرة أوبرنوفيتشي في ماتشفا. حارب سيفكو في انتفاضة كاتانا عام 1844 ضد المدافعين عن الدستور، وتوفي بعد التعذيب.
كان جد سفييتش، سفيو سباسويفيتش، بطريرك عائلة سفييتش، زعيمًا معروفًا من الهايدوك في الهرسك القديمة وحارب الإمبراطورية العثمانية في الانتفاضة الصربية الأولى. وبعد فشل الانتفاضة عام 1813، انتقل إلى لوزنيسا، وبنى منزلًا وافتتح متجرًا.
كان والده، تودور (المتوفى عام 1900) تاجرًا قبل أن يقبل العمل الكتابي في البلدية. ووالدة سفييتش، ماريا (ولدت في أفراموفيتش)، كانت من عائلة في قرية كوريميتا في منطقة يادار (بالقرب من ترونوشا وترشيتش، مسقط رأس فوك ستيفانوفيتش كاراديتش). كان لتودور وماريا ولدان، سيفكو ويوفان، وثلاث بنات. وكثيرًا ما قال سفييتش إنه في طفولته قد تأثر تعليمه الروحي بالدرجة الأولى بوالدته وعائلتها؛ ولم يقل إلا القليل عن والده وعائلة والده. ومع ذلك، في أعماله في علم النفس الإثني أشاد سفييتش بالعرق الديناري لوالده.

## تعليمه
بعد الانتهاء من المدرسة الابتدائية، التحق سفييتش بمدرسة قواعد في لوزنيسا لمدة عامين، وفي شاباتس لعاميه الثالث والرابع، وتخرج من قسم العلوم الطبيعية والرياضيات في ثانوية بلغراد الأولى في عام 1884. وبعد التخرج، أراد دراسة الطب، ولكن لوزنيسا لم تقدم له منحة للدراسة في الخارج. فاقترح مدرس من مدرسة القواعد أن يحضر دروس الجغرافيا في فيليكا سكولا في بلغراد (الآن جامعة بلغراد). أخذ سفييتش بنصيحته، والتحق بقسم العلوم الطبيعية وتخرج في عام 1889. درس سفييتش بعدة لغات؛ في مدرسة القواعد، درس اللغة الإنجليزية والألمانية والفرنسية، الأمر الذي كان مفيدًا في الجامعة (التي لم يكن فيها إلا القليل من الأعمال المترجمة إلى الصربية)، وكتب أوراقه العلمية وغيرها بهذه اللغات الثلاث.
خلال العام الدراسي 1888-1889 كان سفييتش مدرسًا للجغرافيا في مدرسة القواعد الثانية للذكور في بلغراد، وفي عام 1889 التحق بدراسة الجغرافيا الطبيعية والجيولوجيا في جامعة فيينا. في ذلك الوقت، كان ألبريشت بينك هو من يدرس علم الجيومورفولوجيا، أما علم التكتونيات الجيولوجية فقد درسه البروفيسور سويس (رئيس الأكاديمية النمساوية)، ودرس علم المناخ يوليوس فون هان.
حصل سفييتش على درجة الدكتوراه من جامعة فيينا عام 1893. وكانت أطروحته الظاهرة الكارستية، وقد قدمته إلى العالم العلمي، وترجمت لاحقًا إلى عدة لغات (إلى الصربية باسم كارست في عام 1895).

## زواجه
في عام 1911، تزوج سفييتش بليوبيكا نيكوليتش، أرملة من بلغراد، لقبها قبل الزواج كرستيتش (1879-1941).